# The United Nations of Sound
The United Nations Of Sound es el álbum debut de la banda de rock alternativo del mismo nombre, liderada por el exvocalista de The Verve, Richard Ashcroft. El álbum fue lanzado el 19 de julio de 2010, siendo un fracaso en ventas y crítica. Se sacaron Are You Ready? y Born Again como sencillos.

## Lista de canciones
| N.º   | Título                     | Escritor(es)                                              | Duración |  |
| 1.    | «Are You Ready?»           | Richard Ashcroft/Maurice Gibb                             | 6:31     |  |
| 2.    | «Born Again»               | Richard Ashcroft                                          | 4:55     |  |
| 3.    | «America»                  | Richard Ashcroft                                          | 4:17     |  |
| 4.    | «This Thing Called Life»   | Richard Ashcroft                                          | 5:25     |  |
| 5.    | «Beatitudes»               | Richard Ashcroft                                          | 4:23     |  |
| 6.    | «Good Lovin'»              | Richard Ashcroft                                          | 4:45     |  |
| 7.    | «How Deep Is Your Man?»    | Richard Ashcroft/John Lee Hooker/E. Wilson/Kevin Randolph | 3:28     |  |
| 8.    | «She Brings Me the Music»  | Richard Ashcroft                                          | 4:15     |  |
| 9.    | «Royal Highness»           | Richard Ashcroft                                          | 4:13     |  |
| 10.   | «Glory»                    | Richard Ashcroft                                          | 3:11     |  |
| 11.   | «Life Can Be So Beautiful» | Richard Ashcroft/David Axelrod/E. Wilson/Kevin Randolph   | 5:28     |  |
| 12.   | «Let My Soul Rest»         | Richard Ashcroft                                          | 4:58     |  |
| 56:06 |                            |                                                           |          |  |